# Robert Mohr
Pour les articles homonymes, voir Mohr et Robert Mohr (policier).
Pas d'image ? Cliquez ici

a Compétitions nationales et continentales officielles uniquement.

b Matchs officiels uniquement.
Robert Mohr, né le 25 août 1978 à Hanovre (Allemagne), est un joueur international allemand de rugby à XV évoluant aux postes de deuxième ligne ou de troisième ligne centre.
Il joue en équipe d'Allemagne et évolue au poste de deuxième ligne. Après avoir évolué en Allemagne avec le club de DSV 78 Hanovre, il joue en France avec le CS Bourgoin-Jallieu, le Stade rochelais et le Stade niortais. Il retourne ensuite en Allemagne, de nouveau à Hanovre, puis avec Heidelberger.
Après sa carrière, il devient dirigeant sportif. Depuis 2021, il est directeur sportif du Stade rochelais.

## Biographie

### Carrière de joueur
En novembre 2009, il est sélectionné avec l'équipe XV Europe pour affronter les Barbarians français  au Stade Roi Baudouin à Bruxelles à l'occasion du 75e anniversaire de la FIRA – Association européenne de rugby. Les Baa-Baas l'emportent 26 à 39.

### Après carrière
Après avoir mis un terme à sa carrière, il devient directeur de la Wild Rugby Academy basée à Heidelberg, une institution visant à développer le rugby à XV en Allemagne financée par le milliardaire allemand Hans-Peter Wild. En 2017, lorsque Wild achète le Stade français Paris, il est nommé directeur sportif du club, tout en restant directeur de la Wild Rugby Academy. En 2018, il laisse le poste de directeur sportif du club à Heyneke Meyer et devient responsable du développement sportif tandis que la Wild Rugby Academy est dissoute et liquidée à la suite du désengagement de Hans-Peter Wild dans le rugby allemand. Le 10 janvier 2019, il est relevé de ses fonctions et mis à l'écart par le club.
Le 12 juin 2019, il est nommé responsable du développement sportif du Stade rochelais. Il est responsable de la coordination, du recrutement, du suivi de la formation et de la culture club. En 2021, il est nommé directeur sportif après le départ de Jono Gibbes. Il est alors responsable du pilotage du projet sportif global du club, notamment du recrutement et de la formation, et coordonne en transversalité l'ensemble des catégories masculines et féminines. Il travaille aux côtés de Ronan O'Gara, manager de l'équipe professionnelle.

## Palmarès
- Stade rochelais
  - Finaliste du Championnat de France de 2e division en 2007